# Arena, Wisconsin
Arena là một làng thuộc quận Iowa, tiểu bang Wisconsin, Hoa Kỳ. Năm 2006, dân số của làng này là 685 người.